# Tenis ziemny na Igrzyskach Ameryki Południowej 2010
Tenis ziemny na Igrzyskach Ameryki Południowej 2010 – turniej tenisowy, który był rozgrywany w dniach 19–24 marca 2010 roku podczas igrzysk Ameryki Południowej w Medellín. Tenisiści rywalizowali w czterech konkurencjach: grze pojedynczej i podwójnej kobiet oraz mężczyzn.

## Medaliści
Poczet medalistów zawodów tenisowych podczas Igrzysk Ameryki Południowej 2010.
| Konkurencja             | Złoty medal                         | Srebrny medal                    | Brązowy medal                        |
| Gra pojedyncza mężczyzn | Facundo Argüello                    | Agustín Velotti                  | Guilherme Clézar                     |
| Gra pojedyncza kobiet   | Cecilia Costa Melgar                | Verónica Cepede Royg             | Fernanda Brito                       |
| Gra podwójna mężczyzn   | Diego Hidalgo Roberto Quiroz        | Facundo Argüello Agustín Velotti | Alejandro Justiniano Bruno Barrancos |
| Gra podwójna kobiet     | Fernanda Brito Cecilia Costa Melgar | Andrea Gámiz Adriana Pérez       | Agustina Eskenazi Catalina Pella     |

### Tabela medalowa
Klasyfikacja medalowa zawodów tenisowych podczas Igrzysk Ameryki Południowej 2010.
| Miejsce | Państwo   | Złoto | Srebro | Brąz | Razem |
| ------- | --------- | ----- | ------ | ---- | ----- |
| 1       | Chile     | 2     | 0      | 1    | 3     |
| 2       | Argentyna | 1     | 2      | 1    | 4     |
| 3       | Ekwador   | 1     | 0      | 0    | 1     |
| 4       | Paragwaj  | 0     | 1      | 0    | 1     |
| 4       | Wenezuela | 0     | 1      | 0    | 1     |
| 6       | Boliwia   | 0     | 0      | 1    | 1     |
| 6       | Brazylia  | 0     | 0      | 1    | 1     |
|         | Razem     | 4     | 4      | 4    | 12    |